# Haus Kappeln
Das Haus Kappeln ist ein Rittergut und ehemalige Burganlage nördlich des alten Ortskern von Westerkappeln im Kreis Steinfurt in Nordrhein-Westfalen.

## Geschichte
Die Burg war der Stammsitz der Ritter von Kappeln, die als Ministeriale erstmals 1158 im Dienste der Grafen von Ravensberg genannt werden. 1202 mussten die Ravensberger nach einer kriegerischen Auseinandersetzung die Burg an die Grafschaft Tecklenburg abtreten, behielten sie aber als Lehen. 1225 wurde die Lehnsherrschaft nach einer erneuten, diesmal von den Ravensbergern gewonnenen Schlacht wieder aufgehoben. 1246 kam die Burg nach einem erneuten Waffengang aber endgültig an die Grafen von Tecklenburg. Graf Otto V. von Tecklenburg erklärte die Burg 1326 zum Eigentum des Ritters Hermann von Cappeln. Nach dem Aussterben der von Kappeln im Mannesstamm kam die Burg 1380 im Erbgang an die Familie von Vincke. 1382 wurde die Burg durch die Truppen von Bistum und Stadt Osnabrück in einer Fehde gegen die Tecklenburger Grafen zerstört und offenbar nicht wieder aufgebaut. Die späteren Eigentümer, die Familien von Korff, Cappel (nicht verwandt mit der Familie von Cappeln), von Lüning, von der Horst, von der Loen, von Lange, von Kalckstein, von Loe, Schulte und heute Titgemeyer saßen alle auf dem danach entstandenen Rittergut.

## Beschreibung
Von der Gestalt und der Größe der 1382 zerstörten, mittelalterlichen Burg Kappeln ist nichts bekannt. Das heutige Haus Kappeln war ursprünglich eine Zwei-Insel-Anlage, von der die Gräften um die westlich der Hauptburg gelegenen Vorburg mittlerweile zugeschüttet sind. Das heutige Herrenhaus stammt aus dem Jahr 1777, besitzt aber einen älteren Kern und wurde 1862 im Renaissancestil umgestaltet. Es zeigt sich heute als eingeschossiger Dreiflügelbau mit übergiebeltem Mittelrisalit. Im Torhaus auf der Hauptinsel sind angeblich noch Reste der alten Burg integriert. Auf der ehemaligen Vorburg stehen Wirtschaftsgebäude des 19./20. Jhs.